# Aleksander Läte

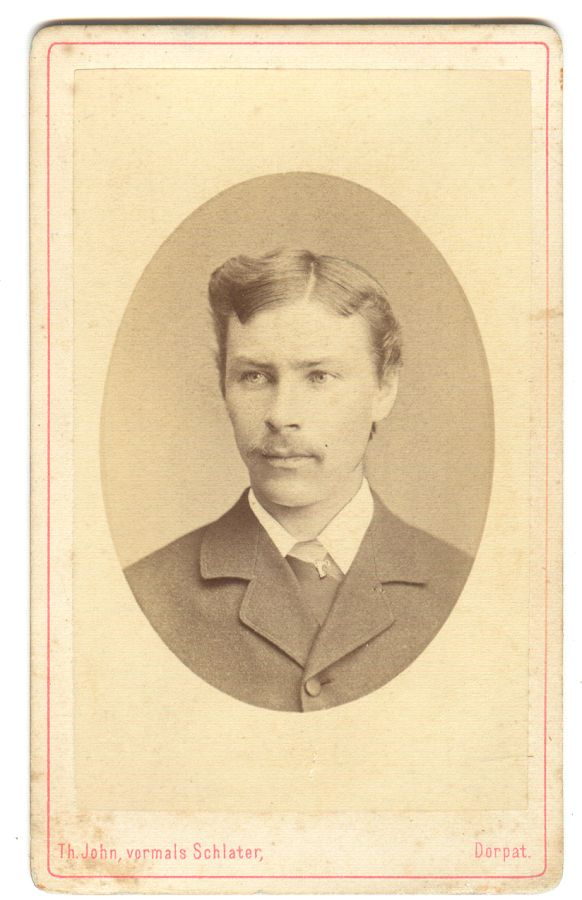
Aleksander Läte

Aleksander Läte (* 12. Januar 1860 in Pikasilla, heute Landgemeinde Põdrala, Kreis Valga, Estland; † 8. September 1948 in Tartu) war ein estnischer Komponist und Klavierbauer.

## Leben und Werk
Aleksander Läte wurde im Dorf Pikasilla (deutsch Langebrücke) in der damaligen Gemeinde Aakre (Ahagfer) in die Familie eines Schankwirts geboren. Im Gasthaus seines Vaters wurde viel volkstümliche Musik gespielt. In Rõngu (Ringen) besuchte Aleksander Läte die Kirchspielschule, die sich sehr der musikalischen Erziehung widmete.
Von 1876 bis 1879 studierte Läte am renommierten Lehrerseminar von Jānis Cimze im livländischen Valga (Walk). 1879 bis 1883 war Läte Schullehrer in Puhja, widmete sich aber immer mehr der Musik. Von 1883 bis 1895 arbeitete er als Küster und Organist in Nõo (Nüggen). Schon 1891 leitete er das IV. Allgemeine Sängerfest in Tartu. 1895 schaffte er die Aufnahmeprüfung für das Konservatorium. Läte studierte ab Herbst 1895 am Konservatorium in Dresden Chorkomposition. 1897 schloss er sein Studium in Deutschland ab und kehrte nach Livland zurück.
Bis 1900 war Läte in Nõo tätig, bevor er nach Tartu (Dorpat) umzog. Dort machte er sich als Chorleiter, Dirigent, Musiklehrer, Klavier- und Orgelsolist schnell einen Namen, der über die Grenzen Livlands und Estlands hinausging. 1900 gründete Läte in Tartu das erste estnische Sinfonieorchester auf dem Gebiet des heutigen Estlands. Er war der erste professionelle Musikkritiker Estlands und arbeitete eng mit der Zeitung Postimees zusammen. Eine Freundschaft verband ihn mit dem Komponisten Rudolf Tobias. Läte war estnisch-patriotisch gesinnt und aktives Mitglied des Vereins Studierender Esten (Eesti Üliõpilaste Selts).
Nach dem Tod seines Bruders Eugen Sprenk-Läte 1932 leitete Läte die vom Bruder gegründete Klavierfabrik Sprenk-Läte und widmete sich der Verbesserung des Klavierbaus in Estland. Daneben komponierte er zahlreiche Stücke für Chorgesang, Orchesterwerke und Solostücke. Seine Werke sind oft lyrisch-romantisch. Er verfasste auch musiktheoretische Werke und Gesangbücher.

## Werke (Auswahl)
- Fünf Kantaten
- Ouvertüre Kalevala (1901)
- Eesti tants (für Sinfonieorchester, 1904)
- Tempo di mazurka (für Sinfonieorchester, 1904)